# Плётнер, Курт
Курт Плётнер (нем. Kurt Friedrich Plötner, 1905—1984) — немецкий медик, сотрудник Аненербе, штурмбаннфюрер СС.

## Биография

### Карьера при нацистах
В 1933 г. вступил в НСДАП, СС и Национал-социалистический союз врачей. Работал ассистентом в университетских клиниках Йены и Лейпцига. С 1940 г. доцент. Звания профессора не получил, так как уровень его научных работ был признан низким.
В годы войны служил военврачом в ваффен-СС, в том числе в лазарете СС в Минске. В 1941—1942 гг. и с 1943 г. работал в концентрационном лагере Дахау, где был ассистентом профессора Клауса Шиллинга. Изучал воздействие малярии, заражая узников лагеря и вместо антибиотика вводя им средство, повышавшее температуру, что должно было, по мнению Плётнера, привести к самовыздоровлению. В результате этих опытов заключённые умирали, как впоследствии признавал сам Плётнер. Также изучал галлюциногенное воздействие мескалина на советских и еврейских заключённых.
В 1944 г. перешёл в Институт научных исследований целевого военного значения Аненербе, где возглавил отдел «P». На этой должности проводил опыты в концентрационном лагере Заксенхаузен. Изучал действие медикаментов, останавливающих кровь. 1 мая перенял руководство отделом, ранее возглавлявшимся Зигмундом Рашером, впавшим в немилость. В сентябре 1944 г. был уполномочен Эрнстом Гравицем на исследование токсического воздействия ракет Фау-2. Для этого Плётнером были затребованы заключённые Заксенхаузена, приговорённые к смерти.

### После войны
В апреле 1945 г. Плётнер эвакуировался от наступающих французских войск в Форарльберг, однако вскоре был взят ими в плен у Лохау. В 1946 г. бежал из заключения и до 1952 г. жил в Шлезвиге под именем Курта Шмидта. По некоторым данным, побег произошёл при участии американской разведки, которую заинтересовал характер исследований Плётнера.
В 1952 г. начал работать под своим настоящем именем в университетской клинике Фрайбурга в ФРГ у Людвига Хайльмайера, который давно знал Плётнера и так же, как и он, работал военврачом на оккупированных территориях Советского Союза. Исследования Плётнера в годы национал-социализма были признаны научным сообществом, а сам он в 1954 г. стал экстраординарным профессором.
В ходе работы Плётнера во Фрайбурге неоднократно возникали вопросы о его нацистском прошлом. Однако показания свидетелей оказались недостаточными для обвинения его в экспериментах над людьми, а на допросе в земельном криминальном управлении Баден-Вюртемберга Плётнер в 1967 г. заявлял, что опыты «происходили без какого-либо вреда для испытуемых».

## Сочинения
- Über kristallisierte Acetate des Cellobiosons und zur Frage der _g63-Pyronringbildung aus Disacchariden. Libau, 1930.
- Über die physikalischen Eigenschaften von aus 1(+)-Norleucin bestehenden Polypeptiden und ihr Verhalten gegenüber Erepsin- und Trypsinlösungen. Berlin, 1934.
- Das Serumeiweißbild, insbesondere die pathologischen Veränderungen der Albuminfraktion. [Berlin] : [J. Springer], 1940.